# Kritieke prestatie-indicator
Kritieke prestatie-indicatoren (ook wel kritische in plaats van kritieke), afgekort KPI's, zijn variabelen om prestaties van ondernemingen te analyseren. In het Engels worden deze aangeduid als key performance indicators, niet te verwarren met critical success factors, ofwel kritieke succesfactoren. Kritieke prestatie-indicatoren zijn variabelen waaraan valt af te lezen of een organisatie op koers ligt ten opzichte van haar doelstellingen.

## Herkomst KPI's
De concepten "kritieke prestatie-indicatoren" en "kritieke succesfactoren" werden in 1961 bedacht door D. Ronald Daniel en Jack F. Rockart van McKinsey & Company. In 1995 hebben James A. Johnson en Michael Friesen het toegepast op vele verschillende branches.
Je spreekt van een KPI wanneer het belangrijk, dus 'key' is voor de organisatie. Daarnaast dient het geassocieerd te worden met 'performance', dus de prestaties binnen het bedrijf. Daarnaast indicieert 'indicator' het succes en voortgang van een project.

## Gebruik KPI's
Ondernemingen proberen hun strategie in de praktijk te brengen. Om in de dagelijkse praktijk rekening te houden met de abstractere langetermijndoelen, stellen ze zich doelen voor de korte termijn. Men creëert zo operationele doelstellingen. Aan de hand van deze doelstellingen kan men beoordelen of een onderneming erin slaagt om de geplande strategie waar te maken. Bij de operationele doelstellingen zoekt men de kritieke prestatie-indicatoren, waarmee het management haar prestaties kan beoordelen.
Een KPI voldoet meestal aan het SMART-principe:
- Specifiek; Is de doelstelling eenduidig?
- Meetbaar; Onder welke (meetbare/observeerbare) voorwaarden of vorm is het doel bereikt?
- Acceptabel; Is deze acceptabel genoeg voor de doelgroep en/of management?
- Realistisch; Is het doel haalbaar?
- Tijdgebonden; Wanneer (in de tijd) moet het doel bereikt zijn?

Voorbeeld:
- Als het strategische doel van een bedrijf is om de snelste groei in zijn bedrijfstak te bereiken, kan zijn voornaamste prestatie-indicator de meting van de jaarlijkse opbrengstgroei zijn. Maar makkelijker is het om de KPI "de groei van het aantal klanten" te meten en te vergelijken.

## Relatie KPI's en kritieke succesfactoren
Een kritieke succesfactor (KSF) is geen kritieke prestatie-indicator (KPI). Kritieke succesfactoren zijn zaken die van cruciaal belang zijn om een strategie succesvol uit te kunnen voeren. KPI's spelen ook een belangrijke rol bij leveranciersmanagement, omdat op deze manier de kwaliteit gemeten kan worden. KPI's zijn meetmethoden die managementdoelstellingen kwantificeren, zodat de uitvoering van de strategie gemeten kan worden. Een kritieke succesfactor is datgene wat een organisatie vooruit brengt, wat de bedrijfsvoering maakt of breekt. Medewerkers moeten zichzelf elke dag afvragen: 'Waarom zouden klanten voor ons willen kiezen?' en het antwoord ligt in de kritieke succesfactoren.
Voorbeeld:
- KPI = aantal nieuwe klanten.
- KSF = gebruik van een callcenter om offertes uit te brengen.

## KPI's op drie niveaus
KPI's worden op drie niveaus gedefinieerd. Op het hoogste niveau (visie en missie) zouden drie tot vijf KPI's voldoende zijn om te bepalen of een organisatie op koers ligt. Op lagere niveaus worden KPI's doorgaans samengesteld uit een verzameling onderliggende prestatie-indicatoren, meestal op basis van de balanced scorecard.
1. Visie en missie – In de visie en missie wordt de bestaansreden van een organisatie vastgelegd. Begrippen als strategische intentie, aandeelhouderswaardeperspectief (shareholder value perspective) en stakeholderwaardeperspectief spelen hierbij een rol;
2. Strategische doelstellingen – Waar moet de aandacht van de organisatie vooral naar uitgaan om haar visie succesvol na te streven. De interne en externe omstandigheden waarbinnen een organisatie moet werken spelen hierbij een bepalende rol. De geëigende manier om deze vast te stellen is de strategische analyses: SWOT-analyse, STEP-analyse, wat zijn de kerncompetenties, wat is de rol in de waardeketen (value chain);
3. Doelstellingen – Strategische doelstellingen zijn van hoog niveau. Om werkbaar te kunnen zijn voor organisaties, moeten deze daarom worden opgesplitst naar concrete en specifieke (SMART)-doelen. Deze worden omgezet naar tactische plannen, met realistische planningen, verantwoordelijken en budgetten. Volgens de uitgangspunten van SMART moeten ze daarenboven meetbaar zijn.

## Nut van KPI's
KPI's verstrekken belangrijke informatie aan de organisatie. Met deze informatie kan de ontwikkeling van de onderneming als geheel gevolgd worden, in vergelijking met het verleden en in vergelijking met de concurrentie. Daarnaast is het een handig instrument om voorspellingen mee te doen, door de resultaten te extrapoleren. Verder is een belangrijk voordeel van het gebruiken van de KPI dat een strategie op de lange termijn relatief eenvoudig vertaald kan worden naar prestaties op de korte termijn. Als de strategie is om de grootste speler in de industrie te worden, dan kan men als KPI proberen de snelste groeier te willen zijn van de bedrijfstak.

## KPI's in verschillende bedrijfstakken
KPI's variëren tussen bedrijven en de industrieën, afhankelijk van hun prioriteiten en hun strategie. Een voedingsmiddelenconcern zoals Unilever zal heel andere KPI's hanteren dan een softwarebedrijf of een bibliotheek. Over het algemeen worden de prestatie-indicatoren in de jaarverslagen van de ondernemingen uitgelegd.

## Verschillende KPI's
De meeste KPI's die ondernemingen meten zijn varianten op een beperkt aantal indicatoren. De meest voorkomende KPI's zijn hieronder weergegeven per deelgebied.

### Algemene KPI's
- Groei van de bedrijfswaarde
- Merkherkenning (onderzoek of potentiële afnemers je merk kennen)
- Groei van het marktaandeel
- Cijfer herhalingsaankopen
- Aantal nieuwe klanten
- Cijfer verloren cliënten
- Cijfer voornaamste cliënten
- Snelheidsevaluatie investering project
- Klantentevredenheid

### Duurzaamheids KPI's
Welke invloed heeft je bedrijf op de wereld? Deze vraag moeten veel grote organisaties beantwoorden in een verplichte duurzaamheidsrapportage. Dat bepaalt de Corporate Sustainability Reporting Directive (CSRD), een nieuwe Europese richtlijn.
Duurzaamheidsindicatoren zijn dus, behalve verplicht om te rapporteren, relevant voor bedrijven om de voortgang te monitoren van om duurzaamheidsdoelen te halen, en die ook naar externe stakeholders te rapporteren. Veelal worden deze indicatoren verdeeld over de ESG-categorieën: Environment, Social en Governance.
Voorbeelden van duurzaamheids-KPI's:
- CO2-uitstoot (gemeten in CO2-equivalenten)
- Energieverbruik
- Waterverbruik
- Diversiteit onder het personeel

### Financiële KPI's
- Rentabiliteit van de EBITDA (Earnings Before Interest, Tax, Depreciation and Amortization)
- Debiteuren
- Dagen uitstaande verkoop
- Langdurig uitstaande schulden
- Rentabiliteit eigen vermogen
- Rentabiliteit vreemd vermogen
- Rentabiliteit totaal vermogen
- Current ratio
- Quick ratio
- Cash ratio
- Debt ratio
- Verschillende soorten kosten ten opzichte van elkaar/omzet
- Omloopsnelheid van het vermogen
- Omloopsnelheid van de omzet
- Omloopsnelheid van de voorraad
- Rentedekkingskengetal

### IT KPI's
- Klanten mogen niet langer dan 15 minuten in de wacht staan.
- Aantal klanten die overstappen naar een andere provider mag niet meer zijn dan 20% per jaar.
- Percentage serviceaanvragen dat binnen afgesproken tijd is afgehandeld.
- Gemiddelde tijd tot herstel (Mean Time to Repair)
- Klanttevredenheid.
- Beschikbaarheid exclusief downtime.
- Gemiddeld aantal serviceaanvragen per behandelaar.
- Percentage incidenten dat te laat is afgehandeld

### Zorg KPI's
- Een dokter mag niet meer dan tien afspraken per dag hebben.
- Bij operaties mogen niet meer dan drie chirurgen aanwezig zijn.
- Een manager kan sturen via inzet flexibele capaciteit, bijv. door intern of extern inlenen of inhuren.
- Betrouwbare indicatoren zijn gekoppeld aan de registratie van gegevens.
- De wachttijd op afdeling x.
- Het aantal opnamen in een week.

### Humanresource-KPI's
Hierbij analyseert men ontwikkelingen met betrekking tot het personeel.
1. Tijdigheid van acties:
  - verwerking salarismutaties, indicator (aantal terugwerkendekrachtmutaties)
  - termijnen wet poortwachter, indicator (aantal signaleringen arbodienst)
  - aanleveringen ten behoeve van planning & controlcyclus, indicator (procesevaluaties P&C-spoorboekje)
  - besluiten opgemaakt redelijke termijn voorafgaand aan ingangsdatum besluit, indicator (steekproefbesluiten)
2. Effect van hr-functie:
  - verloop t.o.v. sector
  - verzuim t.o.v. sector
  - mutatie omvang inhuur derden t.o.v. loonsom (als de juiste mens op zijn plek zit hoef je niet in te huren)
  - uitkomsten medewerkerstevredenheidsonderzoek (=totaalscore van vele door hr te beïnvloeden factoren)
3. Actualiteit van (gepresenteerde) regelgeving:
  - hoe actueel is het intranet
  - hoe actueel is de gehanteerde regelgeving, bijvoorbeeld ten opzichte van wettelijke bepalingen?
  - hoe goed zijn de hrm'ers 'bij'; kennen zij de regels en de kaders?
4. Doelmatigheid en rechtmatigheid van de bedrijfsvoering op hr-gebied:
  - hoe scoor je als hr in de Interne Controles van de organisatie?
5. Inzet van middelen:
  - kosten per salarisstrook
  - aantal hrm'ers per 100 fte
  - kosten hrm-ondersteunende diensten (ARBO, loopbaanbegeleiders, juridisch arbeidsrechtelijk advies)
6. Beschikbaarheid/doorlooptijd:
  - hoe snel heeft een klant antwoord op servicedesk vragen?
  - hoe snel wordt de telefoon beantwoord?
  - hoe snel wordt een declaratie afgehandeld?
7. Duurzaamheid van de inzet:
  - in hoeverre zijn de medewerkers intrinsiek gemotiveerd?
  - in hoeverre werken mensen vanuit hun talenten en kwaliteiten?
  - in hoeverre is de prestatie het effect van betrokkenheid bij het werk?

### Verkoop-KPI's
Hierbij beheerst men de competenties, processen en besturing binnen verkoop organisaties met het doel om verkoopdoelstellingen te realiseren.
- Financiële indicatoren
- Operationele indicatoren
- Klanttevredenheidsindicatoren
- Medewerkertevredenheidsindicatoren
- Commerciële kennis
- Commerciële vaardigheden
- Commerciële attitude
- Commerciële cultuur
- Verkoopprocescompetenties
- Salesmanagementcompetenties
- Verkoopondersteunende systemen
- Verkoopstrategieën
- Samenwerking tussen verkoop en andere bedrijfsfuncties

### Technische KPI's
Hierbij wordt met name gekeken naar de performance van technische installaties in relatie tot het onderhoudscontract dat contractpartijen afsluiten met bijvoorbeeld vastgoedbezitters. Vaak gaat het om het voorkomen en verhelpen van storingen aan technische installatie die het comfort verzorgen in het vastgoed.
- Aantal storingen en de veranderingen daarin
- Down time (hoe lang is de installatie buiten gebruik bij één storing)
- Reactiesnelheid (hoe snel is het bedrijf ter plaatse na de melding van een storing)
- Reparatietijd (hoe snel is de storing verholpen)
- Tijd tussen twee storingen en de veranderingen daarin (vergelijkbaar: hoe vaak komt een storing voor en neemt dat aantal ook af (zie ook eerste KPI))
- Inzet vervangende apparatuur (zijn er alternatieven zodat er doorgewerkt kan worden)
- Relatie tussen kosten voor het verhelpen van storingen en de kosten van reparaties op basis van preventief onderhoud
- Communicatie over storingen (hoe verloopt de communicatie over de storing en welke afspraken maakt men met elkaar)
- Nakomen afspraken
- Duidelijk, helder en betrouwbaar afhandelen
- Klantvriendelijk afhandelen
- Veiligheid (ARBO), gezondheid, reinheid, netheid en orde (uitblijven van chaos)

Er zijn hierbij geen strategische KPI's. De tactische KPI's zijn die waarin gemeten wordt wat het effect is op de organisatie: Hoe lang is de tijd waarin de installatie niet beschikbaar is (Down Time). De operationele KPI's hebben vooral te maken met snelheid en doeltreffendheid. De financiële KPI's beoordelen vooral de directe kosten: wat kost het technisch verhelpen van de storing. Hierboven zou ook de KPI "Wat kost de storing mijn organisatie" kunnen worden toegevoegd om het effect van de storing op de organisatie te kunnen meten. Omdat het de ondernemer die de storingen verhelpt vaak niet aan te rekenen is wat de storing in feit de organisatie in het totaal kost wordt deze KPI zelden gebruikt.

### Fouten met KPI's
- Een KPI zonder actie krijgt soms meer aandacht dan hij verdient .
- KPI’s sluiten niet aan bij de missie en visie.
- Er wordt de verkeerde KPI gekozen.